# Kyrie, fons bonitatis

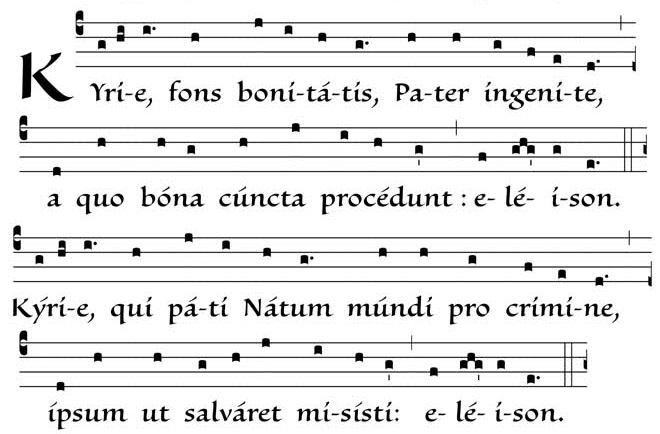
Kyrie, fons bonitatis, erste und zweite der neun Anrufungen

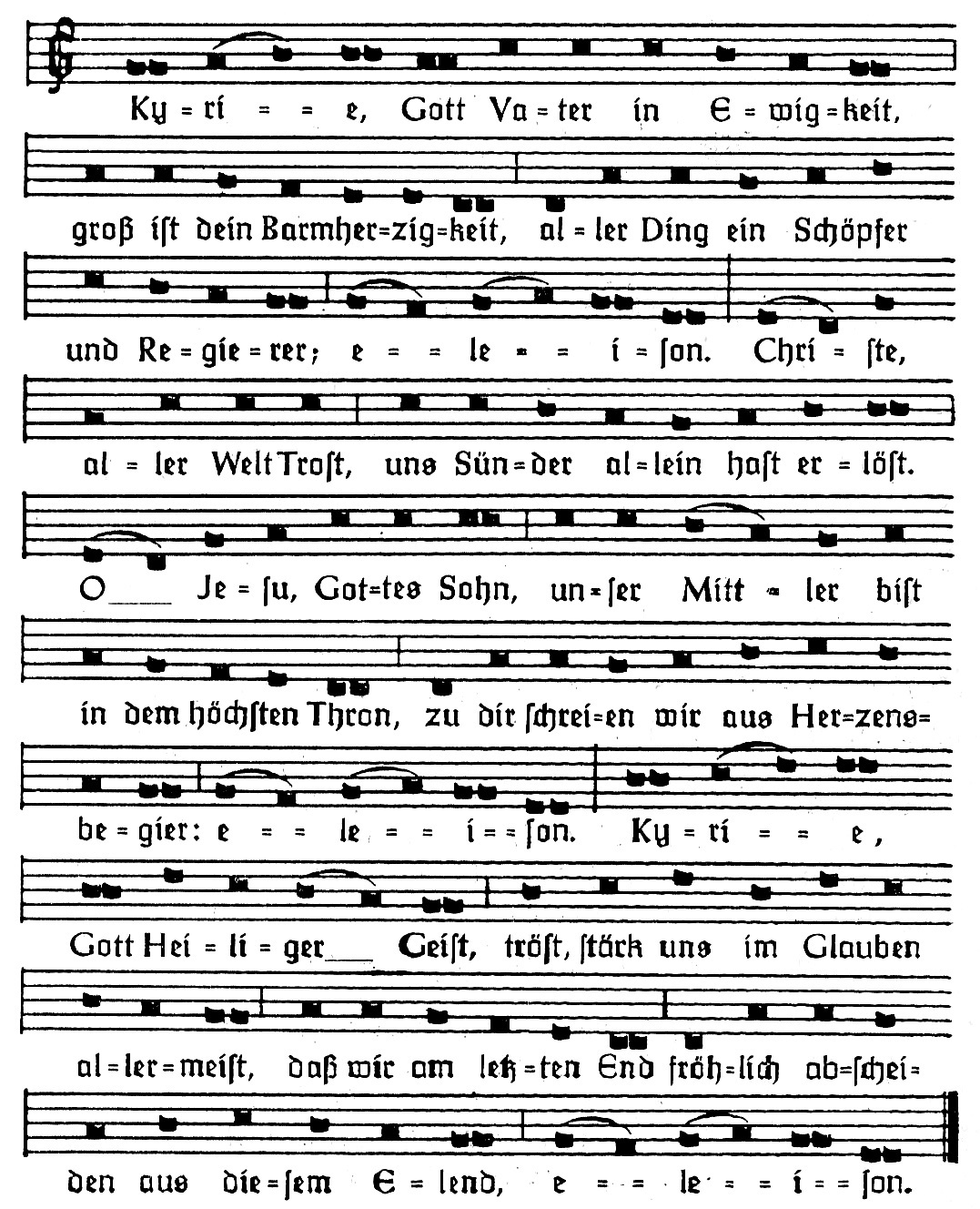
Kyrie, Gott Vater in Ewigkeit
rahmenlos

Kyrie, fons bonitatis ist ein lateinischer Tropus zum Kyrie eleison der heiligen Messe. Er ist erstmals um die Mitte des 10. Jahrhunderts bezeugt. Die gregorianische Melodie und Teile des Textes wurden zur Grundlage des lutherischen liturgischen Gesangs Kyrie, Gott Vater in Ewigkeit (Evangelisches Gesangbuch 178.4).

## Kyrie, fons bonitatis

### Eigenart
Ein Tropus ist die oft umfangreiche textliche Erweiterung eines Ordinariums- oder Propriumsgesangs. Solche Erweiterungen wurden den Melismen des Originals unterlegt, oder sie hatten eigene Melodien, die nachträglich auch mit dem bloßen Messtext gesungen wurden. Beim Kyrie, fons bonitatis liegt vermutlich der zweite Fall vor.
Der Tropus zum neunmaligen Kyrie deutet die Anrufungen gemäß zeitgenössischer Auslegungstradition trinitarisch: dreimal Kyrie eleison an Gott den Vater, dreimal Christe eleison an Gott den Sohn, dreimal Kyrie eleison an Gott den Heiligen Geist. Dabei sind die drei Anrufungen an den Vater in sich wiederum trinitarisch akzentuiert. Die drei Christusanrufungen thematisieren Gottessohnschaft und Geburt aus der Jungfrau, Allherrschaft und Gebetsmittlerschaft Christi. Vom Heiligen Geist wird die Wesenseinheit mit dem Vater und dem Sohn, die Erscheinung in Taubengestalt bei der Taufe Jesu und die feuergleiche Wirksamkeit ausgesagt.
Das Kyrie, fons bonitatis besteht aus dreimal drei jeweils gleichgebauten, freirhythmischen Strophen. Anstelle von Reimen gibt es nur unregelmäßige Assonanzen.

### Text
| Lateinisches Original | Übersetzung |
| Kyrie, fons bonitatis, Pater ingenite, a quo bona cuncta procedunt: eleison. Kyrie, qui pati Natum mundi pro crimine, ipsum ut salvaret misisti: eleison. Kyrie, qui septiformis dans dona Pneumatis, a quo caelum, terra replentur: eleison. Christe, unice Dei Patris Genite, quem de Virgine nasciturum mundo mirifice sancti praedixerunt prophetae: eleison. Christe, hagie caeli compos regiae, melos gloriae cui semper adstans pro numine Angelorum decantat apex: eleison. Christe, caelitus adsis nostris precibus, pronis mentibus quem in terris devote colimus, ad te, pie Jesu, clamantes: eleison. Kyrie, Spiritus alme, cohaerens Patri Natoque, unius usiae consistendo flans ab utroque: eleison. Kyrie, qui baptizato in Jordanis unda Christo effulgens specie columbina apparuisti: eleison. Kyrie, ignis divine, pectora nostra succende, ut digne pariter proclamare possimus semper: eleison. | Herr, Quell des Guten, Vater, ungeworden, von dem alle Güter kommen: erbarme dich. Herr, der du den Sohn, zu leiden für den Frevel der Welt, damit er sie rette, gesandt hast: erbarme dich. Herr, der du des siebenfältigen Geistes Gaben schenkst, von dem Himmel und Erde erfüllt sind: erbarme dich. Christus, einziggeborener Sohn Gottes des Vaters, dessen Geburt von der Jungfrau, wundersam für die Welt, die heiligen Propheten vorhersagten: erbarme dich. Christus, heiliger Mitherrscher im Königssaal des Himmels, dem unablässig den Gesang des Gloria die vor dir stehende Heerschar der Engel deiner Gottheit zu Ehren singt: erbarme dich. Christus, vom Himmel her steh unsern Bitten bei; fromm und mit demütigem Sinn ehren wir dich auf Erden und rufen zu dir, barmherziger Jesus: erbarme dich. Herr, erhabener Geist, vereint mit dem Vater und dem Sohn, kraft der einen Wesenheit aus beiden wehend: erbarme dich. Herr, der du nach der Taufe Christi im Wasser des Jordan aufstrahlend in Taubengestalt erschienst: erbarme dich. Herr, göttliches Feuer, entzünde unsere Herzen, damit wir würdig allezeit gemeinsam ausrufen können: erbarme dich. |

## Kyrie, Gott Vater in Ewigkeit

### Eigenart
Im Rahmen ihrer Bemühungen um eine deutsche Messe übersetzten und adaptierten die Reformatoren zahlreiche lateinische Gesänge aus der kirchlichen Überlieferung. Das Kyrie, Gott Vater in Ewigkeit findet sich erstmals 1537/38 in Nikolaus Medlers lutherischer Kirchenordnung für die Naumburger St.-Wenzels-Kirche. Ob er der Verfasser ist, lässt sich nicht feststellen. Keine Indizien gibt es für die gelegentlich behauptete Autorschaft Martin Luthers.
Das Kyrie fand breite Rezeption im lutherischen Gottesdienst, kam jedoch im 19. Jahrhundert außer Gebrauch. Im Deutschen Evangelischen Gesangbuch fehlt es. Die liturgische Erneuerung, die zum Evangelischen Kirchengesangbuch führte, nahm es wieder auf; Popularität erlangte es jedoch nicht mehr.
Die Melodie hält sich eng an die gregorianische Vorlage. Die drei Teile des Textes entsprechen im Versmaß den Anrufungen des Kyrie, fons bonitatis. Die meisten Zeilen sind gereimt. Inhaltlich werden nur einige Motive der Vorlage übernommen. Hinzugefügt ist die Schlussbitte um eine getroste Sterbestunde als Heimkehr aus dem „Elend“, d. h. Exil dieser Welt – fast wortgleich mit der Anfangsstrophe von Nun bitten wir den Heiligen Geist (13. Jahrhundert).

### Text
Kyrie,

Gott Vater in Ewigkeit,

groß ist dein Barmherzigkeit,

aller Ding ein Schöpfer und Regierer:

eleison.

Christe,

aller Welt Trost,

uns Sünder allein hast erlöst.

O Jesu, Gottes Sohn,

unser Mittler bist in dem höchsten Thron,

zu dir schreien wir aus Herzensbegier:

eleison.

Kyrie,

Gott Heiliger Geist,

tröst, stärk uns im Glauben allermeist,

dass wir am letzten End

fröhlich abscheiden aus diesem Elend:

eleison.

### Musikalische Bearbeitungen
Von den musikalischen Bearbeitungen sind diejenigen Johann Sebastian Bachs in seiner „Orgelmesse“, dem dritten Teil der Clavierübung, die bedeutendsten (BWV 669–674).

## Kyrie Summum

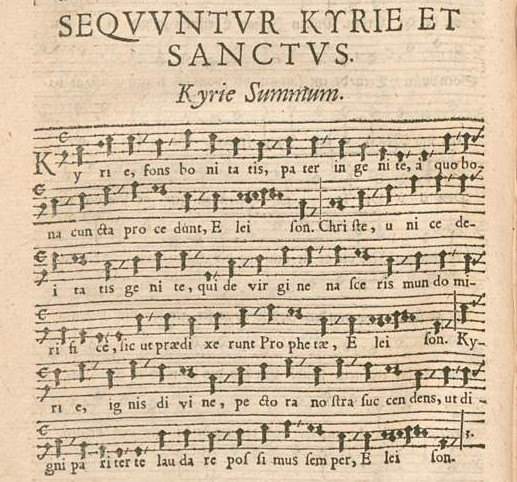
Kyrie Summum (1588)

Eine gekürzte Version des lateinischen Kyrie-Tropus (Anrufungen 1, 4 und 9 mit kleinen Abweichungen) war in vielen lutherischen Gemeinden weiter in Gebrauch. Sie findet sich in den meisten lutherischen Sammlungen liturgischer Gesänge, wie etwa in den 1588 in Hamburg erschienenen Cantica Sacra von Franz Eler, als Kyrie Summum („höchstes Kyrie“). Schon Medlers deutsche Version in der Naumburger Kirchenordnung von 1537 trug diese Überschrift.
Kyrie,

fons bonitatis,

pater ingenite,

a quo bona cuncta procedunt:

Eleison.

Christe,

unice deitatis genite,

qui de virgine nasceris

mundo mirifice,

sicut praedixerunt Prophetae:

Eleison.

Kyrie,

ignis divine,

pectora nostra succendens,

ut digni pariter te laudare

possimus semper:

Eleison.
Das Kyrie Summum wurde an Festtagen gesungen. Es findet sich noch bis ins 18. Jahrhundert in seiner lateinischen Form in lutherischen Gesangbüchern, kam dann aber mit dem Ende der lateinischen Gesänge im lutherischen Gottesdienst Ende des 18. Jahrhunderts außer Gebrauch.